# 真核生物の翻訳開始因子
真核生物の翻訳開始因子（英: eukaryotic translation initiation factor、略称: eIF）は、真核生物の翻訳の開始段階に関与するタンパク質またはタンパク質複合体である。これらのタンパク質は、開始コドン周辺での翻訳開始前複合体形成を安定化し、また転写後段階での遺伝子発現の制御の重要な因子にもなっている。いくつかの開始因子はリボソーム40Sサブユニットやメチオニル化開始tRNA（Met-tRNAiMet）とともに、43S開始前複合体（43S PIC）と呼ばれる複合体を形成する。eIF4F複合体（eIF4A、eIF4E、eIF4G）は43S PICをmRNAの5'キャップ構造へリクルートし、この複合体はmRNAを5'→3'方向へスキャンしてAUG開始コドンに到達する。Met-tRNAiMetによる開始コドンの認識によってゲートとなっているリン酸とeIF1の放出が促進され、続いて60Sサブユニットが結合して80Sリボソームが形成される。真核生物の翻訳開始因子は原核生物のものよりも種類が多く、ここには真核生物の翻訳の生物学的複雑性の高さが反映されている。真核生物の翻訳開始因子は少なくとも12種類存在し、この項ではそれらについて概説する。

## eIF1とeIF1A
eIF1とeIF1Aは、どちらもリボソーム40Sサブユニット-mRNA複合体に結合する。これらはともに機能して40SリボソームのmRNA結合チャネルが「開いた」（open）コンフォメーションを誘導する。このコンフォメーションはスキャニング、開始tRNAの送達、開始コドンの認識に重要である。特に、40SサブユニットからのeIF1の解離は開始コドン認識における重要な段階の1つであると考えられている。eIF1とeIF1Aは低分子量タンパク質（ヒトではそれぞれ13 kDa、16 kDa）であり、どちらも43S PICの構成要素である。eIF1はリボソームのP部位近傍に結合し、eIF1AはA部位近傍に結合する。eIF1とeIF1Aの結合様式は、細菌の翻訳開始において構造的・機能的にそれぞれ対応する因子であるIF3、IF1のものと類似している。

## eIF2
eIF2はPICのP部位への開始tRNAの送達を担う主要な複合体であり、Met-tRNAiMet、GTPとともに三者複合体（eIF2-TC）としてリボソームへ結合する。eIF2はメチオニンが付加された開始tRNAに対する特異性を有し、このtRNAはポリペプチド鎖の伸長に用いられるtRNAとは異なるものである。40SサブユニットがmRNAに結合し、複合体がmRNAのスキャニングを行う間はeIF2-TCはP部位に結合したままであり、開始コドンが認識されてP部位に位置すると、eIF5がeIF2に結合したGTPの加水分解を刺激し、ゲートとなっているリン酸が放出されることでeIF2はGDP結合型へと切り替えられる。eIF2に結合したGTPの加水分解に伴って、スキャニング複合体から48S開始複合体（48S IC）へのコンフォメーション変化が生じ、Met-tRNAiMetのアンチコドンは開始コドンAUGと対合する。60Sサブユニットが結合するのは48S ICが形成された後であり、eIF2が他の大部分の開始因子とともに複合体から解離することで60Sサブユニットの結合が可能となる。eIF1AとGTP結合型eIF5Bは共にA部位にとどまり、これらが放出されて伸長過程が適切に開始されるためにはeIF5Bに結合したGTPの加水分解が必要である:191-192。
eIF2はα、β、γの3つのサブユニットから構成される。αサブユニットはリン酸化による調節の標的となっており、この調節は細胞シグナル伝達への応答としてタンパク質合成を全体的に抑制する必要があるときに特に重要となる。eIF2αはリン酸化されると、eIF2のGEFであるeIF2B（eIF2βとは異なるタンパク質複合体である）を隔離する。このGEFが存在しない場合、結合したGDPをGTPへ交換することができなくなるため、eIF2は不活性なGDP結合型のままとなり、翻訳は抑制される。こうした調節の例としては、網状赤血球において鉄が枯渇した際に生じるeIF2αを介した翻訳抑制が知られている。またウイルス感染時に二本鎖RNAが検出された場合には、プロテインキナーゼR（PKR）によって同様にeIF2αがリン酸化されて翻訳が抑制される。
eIF2AとeIF2Dは「eIF2」という名を持つものの、どちらもeIF2ヘテロ三量体とは関係なく、翻訳においてそれぞれ固有の機能を果たしているようである。これらはeIF2非依存的な翻訳開始や翻訳の再開始（re-initiation）といった、特殊な翻訳開始経路に関与しているようである。

## eIF3
eIF3はリボソーム40Sサブユニットや複数の開始因子、細胞由来やウイルス由来のｍRNAに対し、それぞれ独立に結合する。
eIF3は哺乳類では最大の開始因子であり、13種類のサブユニット（aからm）によって構成される。分子サイズは約800 kDaであり、5'キャップもしくはIRESを有するmRNA上での40Sサブユニットの組み立てを制御する。eIF3は40Sサブユニットのexit site近傍に結合し、eIF4FやIRESを利用して40Sサブユニットに対するmRNA鎖の結合を促進し、機能的な開始前複合体の組み立てを促進する。
ヒトの多くのがんにおいて、eIF3のサブユニットの過剰発現（a、b、c、h、i、m）や過小発現（e、f）が生じている。こうした異常とがんとの関係の説明となる機構の1つとして、eIF3が細胞増殖を調節する特定のmRNA転写産物に結合し、その翻訳を調節しているという仮説が提唱されている。また、eIF3はS6K1やmTOR/Raptorを介したシグナル伝達を媒介し、翻訳調節に影響を及ぼしている。

## eIF4
eIF4F複合体は、eIF4A、eIF4E、eIF4Gという3つのサブユニットから構成される。各サブユニットには複数のアイソフォームが存在し、加えてeIF4B、eIF4Hというタンパク質も存在する。
eIF4Gは足場タンパク質であり、eIF4F複合体の他のメンバーに加えてeIF3、ポリA結合タンパク質（PABP）と相互作用する。eIF4EがmRNAの5'キャップ構造を認識して結合し、ポリAテールに結合するPABPに対してeIF4Gが結合することで、mRNAを環状化して活性化している可能性がある。DEADボックスRNAヘリカーゼであるeIF4Aは、mRNAの二次構造の解消に重要である。
eIF4Bには2つのRNA結合ドメインが存在し、mRNAと40Sサブユニットの18S rRNAとを連結する役割を果たしている可能性がある。また、eIF4BはeIF4Aの重要なコファクターとなる。eIF4BはS6Kの基質でもあり、リン酸化された場合には開始前複合体の形成を促進する。eIF4HというeIF4Bと類似した機能を果たす他の開始因子も存在する。

## eIF5、eIF5AとeIF5B
eIF5はeIF2に対するGTPアーゼ活性化タンパク質であり、GTPの加水分解を促進して開始複合体への60Sサブユニットの結合を促進する。
eIF5Aは、真核生物における細菌のEF-Pのホモログである。eIF5Aは主に伸長段階を補助し、終結段階にも関与している。eIF5Aには修飾アミノ酸であるハイプシンが含まれている。
eIF5BはGTPアーゼであり、翻訳活性を有する完全なリボソームの組み立てに関与している。細菌のIF2に機能的に相当する。

## eIF6
eIF6は、リボソーム60Sサブユニットに結合する。60Sサブユニットの生合成を調節し、また80Sリボソームの形成を防ぐ役割を果たしている。

## 関連文献
- “Structural and mechanistic insights into hepatitis C viral translation initiation”. Nature Reviews. Microbiology 5 (1):  29–38. (January 2007). doi:10.1038/nrmicro1558. PMID 17128284.
- “Translation initiation: variations in the mechanism can be anticipated”. Cellular and Molecular Life Sciences 68 (6):  991–1003. (March 2011). doi:10.1007/s00018-010-0588-z. PMID 21076851.